# Spinning Around
»Spinning Around« je pesem avstralske glasbenice Kylie Minogue. Napisali so jo Ira Shickman, Osborne Bingham, Kara DioGuardi in Paula Abdul, produciral pa jo je Mike Spencer. Na začetku so jo nameravali izdati preko prihajajočega albuma Paule Abdul. Kakorkoli že, album nikoli ni izšel, zato so pesem posredovali Kylie Minogue, ki je takrat snemala svoj sedmi glasbeni album, Light Years (2000). Glasbeno je ta singl plesna pesem z močnih vplivom disko glasbenega žanra. V besedilu Kylie Minogue prepeva o prenovi same sebe in razglasi, da sedaj ni ista oseba, kakršna je bila prej.
Glasbeni kritiki so pesmi »Spinning Around« dodelili predvsem pozitivne ocene, nekateri pa so jo celo označili za njen najboljši singl do tedaj. Pesem je takoj ob izidu požela velik uspeh, predvsem v Avstraliji, kjer je postala prva pesem Kylie Minogue po singlu »Confide In Me«, ki je zasedla prvo mesto na državni glasbeni lestvici. Na štirinajsti podelitvi nagrad ARIA Music Awards je Kylie Minogue prejela nagrado v kategoriji za »najboljše pop delo« in nazadnje je za uspešno prodajo v Avstraliji prejel platinasto certifikacijo s strani organizacije Australian Recording Industry Association (ARIA). Pesem je hkrati postala tudi njena prva pesem po desetih letih, od izida singla »Tears on My Pillow«, ki je zasedla vrh britanske glasbene lestvice. Za uspešno prodajo v Veliki Britaniji je pesem prejela srebrno certifikacijo s strani organizacije British Phonographic Industry. Poleg Madonne in glasbene skupine U2 je Kylie Minogue tako postala edina glasbenica, katere singli so prvo mesto na britanski glasbeni lestvici zasedli tako v osemdesetih, devetdesetih in 2000. letih. Pesem »Spinning Around« je zasedla eno izmed prvih štiridesetih mest na še osmih lestvicah.
V videospotu za pesem »Spinning Around«, ki ga je režirala Dawn Shadforth, se je Kylie Minogue pojavila oblečena v kratke hlače med plesanjem v klubu. Videospot, ki danes velja za enega izmed najbolj ikonskih videospotov Kylie Minogue, se je vrtel na mnogih glasbenih kanalih. Kylie Minogue je pesem izvedla na vseh svojih pomembnejših turnejah, začenši s turnejo On a Night Like This Tour leta 2001. Poleg tega je s pesmijo leta 2000 nastopila tudi na poletnih Olimpijskih igrah, v oddaji An Audience with... in na svoji promocijski turneji Money Can't Buy (2003).

## Ozadje
Pesem »Spinning Around« so napisali Ira Shickman, Osborne Bingham, Kara DioGuardi in Paula Abdul, produciral pa jo je Mike Spencer. Pesem so na začetku nameravali izdati preko prihajajočega albuma Paule Abdul. Paula Abdul je tedaj dejala, da bo izdala pesem o ločitvi od svojega drugega moža, modnega oblikovalca Brada Beckermana. Tega ni storila, zato pa je to pesem posredovala Kylie Minogue, ki je takrat snemala svoj sedmi glasbeni album Light Years (2000). V intervjuju z Jonom Kutnerjem in Spencerjem Leighom, avtorjema knjige 1000 britanskih uspešnic (1000 UK Number One Hits), je Kylie Minogue opisala proces snemanja:
Ko smo se začeli pogovarjati o snemanju novega albuma, sem se srečala z najrazličnejšimi producenti ter tekstopisci in precej časa sem preživela z Jamiejem in Milesom, vodjema produkcije. Demo posnetek pesmi [»Spinning Around«] je našel Jamie Nelson, eden od mojih sodelavcev iz New Yorka, torej je v pesem vključena newyorška zgodba. Odšel je do avtorjev pesmi in ko je prišel domov, je kar skakal, ko mi je povedal: »Tule imam fantastično pesem, mislim, da bi bila popolna zate.« Poslušala sva jo, bila mi je všeč in takoj sva posnela demo posnetek, ki je pokazal, da ima pesem resnično potencial.
Kylie Minogue je dejala, da so pesem »še malce preuredili«, preden so jo posneli v takšni obliki, v kakršni so jo nazadnje izdali. Meni tudi, da pesem zveni bolj ameriško kot druge pesmi z albuma. Do tedaj Kylie Minogue ni več sodelovala z založbo Deconstruction Records in je podpisala pogodbo z založbo Parlophone Records. Pesem »Spinning Around« je prva pesem, ki jo je Kylie Minogue izdala preko založbe Parlophone Records ter hkrati prvi in glavni singl z albuma Light Years. V Veliki Britaniji so jo izdali 19. junija 2000.

## Sestava
Pesem »Spinning Around« je dance-pop pesem z vplivom disko žanra. Po podatkih spletne strani Musicnotes.com je pesem napisana v f-molu. Temu sledi procesija akordov F7sus–Dmaj7–E/B in vokali Kylie Minogue v pesmi se raztezajo od F3 do C5. Bryony Sutherland in Lucy Ellis, avtorja knjige Kylie: Showgirl, sta pesem označila za sijajno »disko-pop« delo. Larry Flick iz revije Billboard je napisal, da je Kylie Minogue s pesmijo končala kratko »obdobje flirtanja z modernim rockom« in ponovno pričela z dance-pop stilom, s kakršnim je nastopala na začetku svoje kariere v osemdesetih.
Po mnenju Chrisa Truea s spletne strani Allmusic je pesem »Spinning Around« neke vrste opravičilo zaradi nezanimivih pesmi, ki jih je izdala leta 1997. Pam Avoledo iz revije Blogcritics je napisala, da se pesem prične s klavirskim uvodom. V refrenu Kylie Minogue prepeva o tem, da zahteva pozornost, in ponavlja, da jo imajo vsi ljudje radi, saj se temu ne morejo upreti. Po refrenu Kylie Minogue ponavlja: »Oh, nisem enaka / To vam je všeč / Oh-oh« (»Oh, I'm not the same / You like it like this / Oh-oh«)

## Videospot

### Ozadje
Videospot za pesem »Spinning Around«, ki ga je režirala Dawn Shadforth, so posneli v dveh dneh. Kritiki so ga pogosto označili za prispodobo kariere Kylie Minogue, saj se na vseh koncertih pojavlja takšna, kakršna je nastopila v tem videospotu. V videospotu obuta v visoke pete pleše v nekem klubu. Hlače, ki jih ima v videospotu na sebi, je njen prijatelj našel na trgu in jih kupil za približno petdeset penijev. Kylie Minogue je kasneje povedala, zakaj se je odločila za uporabo teh hlač:
Enemu od mojih producentov je bil zelo všeč videospot za pesem »Some Kind of Bliss« in ko sem ga vprašala, zakaj, mi je odvrnil: »Zaradi tistih luštnih hlačk.« In to sem si zapomnila. Želeli smo, da se vse v videospotu za pesem 'Spinning Around' vrti okoli zabave v nočnem klubu, v ozadju mojih misli pa so bile tudi kratke hlače!

### Zgodba
Videospot se prične s Kylie Minogue na zabavi med plesom. Nato se v baru povzpe na vrh mize in prične zapeljevati moške, ki so tedaj prisotni v baru. V naslednjem prizoru pleše poleg enega od njih. Ob koncu drugega refrena se znajde v temni sobi z barvitimi tlemi in svetlimi lučmi, kako se zvija po tleh. Ob začetku naslednjega refrena ponovno zapeljivo pleše po baru z dvema spremljevalnima plesalcema. Nato pričnejo usklajeno plesati še vsi drugi gostje. Na koncu videospota se za nekaj sekund še pokažejo žareče luči, nato pa vse potemni.

### Sprejem
Bryony Sutherland in Lucy Ellis sta napisala, da je videospot priskrbel »veliko materiala za tabloide«, a Kylie Minogue sama z videospotom ni bila zadovoljna. Dejala je, da se ji je zdelo, da je že samo statistom pokazala preveč svojega telesa. Dejala je: »Preprosto vedela sem, da me v tistih vročih hlačkah vsi gledajo in vsako minuto sem bila bolj in bolj naveličana kamer.« Ker ji je bilo tako neprijetno, je sredi snemanja videospota prosila za oblačila, s katerimi se je lahko, ko niso snemali, začasno pokrila.
Videospot so pogosto predvajali na najrazličnejših glasbenih kanalih. Postal je eden izmed najbolj ikonskih videospotov Kylie Minogue. Novinar revije Virgin Media je v svoji oceni videospota napisal: »Pop diva [Kylie Minogue] v zlatih vročih hlačkah se uspešno prenovi v živahno kraljico diska, kakršna je bila v svojih prejšnjih inkarnacijah.« Videospot je zasedel osemnajsto mesto na seznamu »najbolj privlačnih videospotov vseh časov« revije Virgin Media. Videospot so pogosto označili za »značilni znak« njene kariere, pogosto pa so jo oglaševale tudi razne revije in časopisi.

## Vplivi
»Napisala sem [pesem z naslovom] 'Spinning Around' in jo podarila [avstralski pevki] Kylie Minogue. Že sedem let ni posnela nobene pesmi in iskala je za pravo plesno uspešnico.[...] Pesem je dobesedno poživila njeno kariero in v oddajo Pop idol so kar naprej prihajali novi in novi otroci, ki so peli pesem 'Spinning Around'.«

—Paula Abdul o pesmi v intervjuju z revijo Ocala Star-Banner.
Zaradi naslova pesmi so pesem pogosto primerjali s taktiko političnega izogibanja; novinar radia BBC Radio Five Live je pesem omenil v zvezi s predsedniškimi volitvami v ZDA leta 2000 in Andrew Marr je pesem omenil v zvezi z odstopnim govorom Tonyja Blaira.

## Seznam verzij
| - Britanski / avstralski CD 1 1. »Spinning Around« – 3:28 2. »Spinning Around« (Sharpov vokalni remix) – 7:04 3. »Spinning Around« (remix) – 5:23 4. »Spinning Around« (videospot) - Britanski / avstralski CD 2 1. »Spinning Around« – 3:28 2. »Cover Me with Kisses« – 3:08 3. »Paper Dolls« – 3:34 | - Evropski CD 1 1. »Spinning Around« – 3:28 2. »Cover Me with Kisses« – 3:08 3. »Paper Dolls« – 3:34 4. »Spinning Around« (Sharpov vokalni remix) – 7:04 5. »Spinning Around« (videospot) - Britanska gramofonska plošča (12R6542) 1. »Spinning Around« (Sharpov vokalni remix) — 7:04 2. »Spinning Around« (klubski remix) — 6:33 3. »Spinning Around« (remix) — 5:23 4. »Spinning Around« (klubski remix) — 6:33 |

- Izdano 26. junija 2000. Založba je pesem označila kot remix, čeprav je v resnici originalna različica pesmi.

## Nastopi v živo
Do danes je Kylie Minogue s pesmijo nastopila na vseh turnejah, ki jih je priredila po izidu pesmi:
- On A Night Like This Tour
- KylieFever2002
- Showgirl: The Greatest Hits Tour (kot del teme Smejoča se Kylie)
- Showgirl: The Homecoming Tour (as part of the Everything Tabboo Medley)
- KylieX2008 (mešano s pesmijo Cheryl Lynn, »Got To Be Real«)
- North American Tour 2009 (kot del teme Vse je tabu)
- Aphrodite World Tour

S pesmijo je nastopila tudi na:
- Začetku poletnih Paraolimpijskih iger leta 2000[15]
- V televizijski specijalki An Audience with Kylie iz leta 2001
- V televizijskem koncertu Money Can't Buy iz leta 2003

## Dosežki in certifikacije
| Lestvica (2000)                               | Dosežek |
| --------------------------------------------- | ------- |
| Avstralija (ARIA)                             | 1       |
| Belgija (Flandrija; Ultratop 50)              | 35      |
| Belgija (Valonija; Ultratop 40)               | 39      |
| Francija (SNEP)                               | 28      |
| Nemčija (Media Control AG)                    | 62      |
| Irska (IRMA)                                  | 4       |
| Nizozemska (Dutch Top 40)                     | 30      |
| Nizozemska (Mega Single Top 100)              | 31      |
| Nova Zelandija (RIANZ)                        | 2       |
| Švedska (Sverigetopplistan)                   | 42      |
| Švica (Schweizer Hitparade)                   | 34      |
| Združeno kraljestvo (Official Charts Company) | 1       |

| Leto | Država                 | Dosežek |
| ---- | ---------------------- | ------- |
| 2000 | Avstralija (ARIA)      | 28      |
| 2000 | Nova Zelandija (RIANZ) | 24      |

| Država                 | Certifikacije |
| ---------------------- | ------------- |
| Avstralija             | Platinasta    |
| Velika Britanija       | Srebrna       |
| Nova Zelandija (RIANZ) | Zlata         |

### Ostali pomembnejši dosežki
| Predhodnik: »You See the Trouble with Me« od Black Legend | Prvo mesto na britanski glasbeni lestvici 25. junij 2000 – 2. julij 2000 | Naslednik: »The Real Slim Shady« od Eminema |
| Predhodnik: »Who the Hell Are You« od Madison Avenue      | Prvo mesto na avstralski glasbeni lestvici 2. julij 2000 – 9. julij 2000 | Naslednik: »Freestyler« od Bomfunk MC's     |

## Nagrade
| Revija | Država              | Ime lestvice         | Leto | Dosežek |
| ------ | ------------------- | -------------------- | ---- | ------- |
| Q      | Združeno kraljestvo | 1001 najboljša pesem | 2003 | 90      |